# Lecionário 1681
O Lecionário 1681 (designado pela sigla ℓ 1681 na classificação de Gregory-Aland) é um antigo manuscrito do Novo Testamento, paleograficamente datado do Século XV d.C.[a]
Este codex contém algumas lições dos evangelhos de Mateus, Marcos, Lucas e João (conhecido como Evangelistarium), com algumas lacunas. As letras iniciais das páginas estão a vermelho, e o manuscrito contém algumas notas nas suas margens[a]. Foi escrito em grego, e actualmente se encontra no Museu da Bíblia da Universidade de Münster.